# Зельомисль
Зельомисль (пол. Zielomyśl, нім. Wilhelmstal) — село в Польщі, у гміні Пщев Мендзижецького повіту Любуського воєводства.
Населення — 157 осіб (2011).
У 1975-1998 роках село належало до Гожовського воєводства.

## Демографія
Демографічна структура станом на 31 березня 2011 року:
|          | Загалом | Допрацездатний вік | Працездатний вік | Постпрацездатний вік |
| -------- | ------- | ------------------ | ---------------- | -------------------- |
| Чоловіки | 80      | 20                 | 52               | 8                    |
| Жінки    | 77      | 20                 | 42               | 15                   |
| Разом    | 157     | 40                 | 94               | 23                   |